# Núcleo antigo da Vila do Corvo

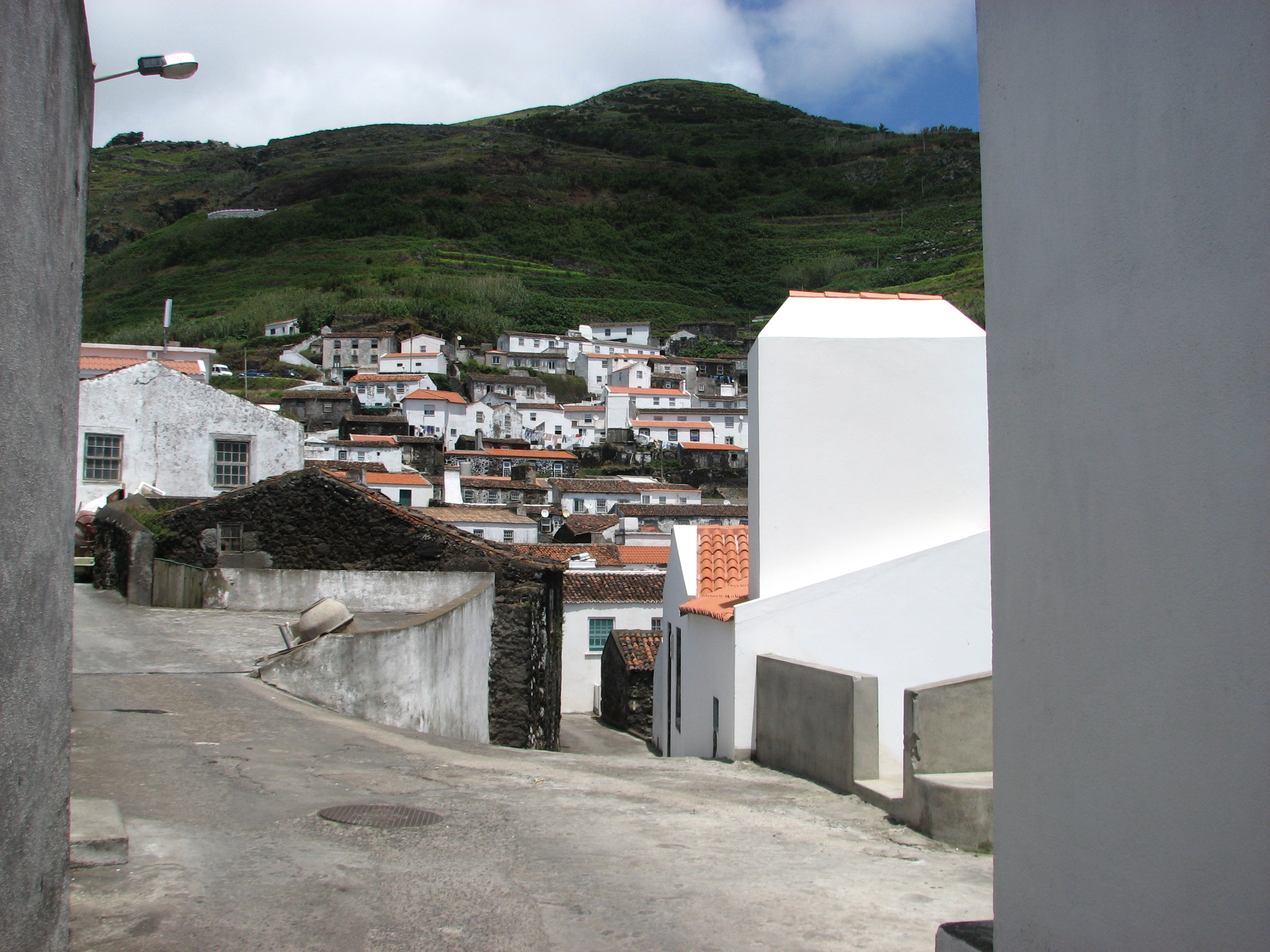
Vila do Corvo, Açores: uma das ruas principais.

O Núcleo Antigo de Vila do Corvo localiza-se na vila e concelho de Vila do Corvo, na ilha do Corvo, nos Açores.
Constitui-se num conjunto edificado classificado como Imóvel de Interesse Público. É um conjunto de casas muito concentrado, com traçado urbano caracterizado e estruturado por canadas de dimensões variáveis, por vezes muito estreitas e labirínticas.
As casas, na sua maioria tem as fachadas viradas para sul. Tem dois pisos de pedra e coberturas de duas águas em telha de meia-cana tradicional. É comum a existência de currais de porco e eiras anexadas às casas.

## Património edificado
- Casa do Espírito Santo no Largo do Outeiro
- Duas Casas de habitação na Rua do Porto da Casa
- Casas de habitação no Canto do Porto da Casa
- Casa de despejos na escadaria entre a Canada do Maurício e a Rua do Rego
- Eiras junto à Canada do Maurício
- Casa de habitação na Canada do Maurício
- Fonte na Rua da Fonte
- Ladeira do Maranhão